# Joël Muller
Pour les articles homonymes, voir Muller.
Joël Muller, né le 2 janvier 1952 à Donchery dans les Ardennes, est un footballeur puis entraîneur français. Il est président du syndicat des entraîneurs de football en France de 2001 à 2016. Joël Muller réside maintenant en Lorraine. 

## Biographie
Formé au FC Metz où il arrive en 1966, à 14 ans, ce défenseur y évolue comme joueur professionnel de 1971 à 1978. Il rejoint ensuite l'OGC Nice pour une saison, puis l'Olympique lyonnais pour deux saisons. Il finit sa carrière de joueur à l'USL Dunkerque de 1981 à 1984. 
Joël Muller prend ensuite la charge du centre de formation du FC Metz jusque décembre 1989, avant d'être nommé à la tête de l'équipe première, qu'il entraîne une douzaine de saisons, jusqu'en 2001. Sous ses ordres, les Messins remportent la Coupe de la Ligue en 1996, mais surtout frôlent le titre de Champion de France en 1998, battus par Lens seulement à la différence de buts. Il est pourtant remercié en décembre 2000.
Il entraîne ensuite le Racing Club de Lens à partir de 2001. Les débuts sont brillants, Lens passant tout près du titre de champion de France en 2002, et battant en Ligue des champions des équipes comme le Milan AC et La Corogne. Il est nommé meilleur entraîneur de la saison par l'UNFP. Mais la suite est plus difficile, jusqu'à provoquer une fronde des supporteurs quand les résultats deviennent très mauvais. Muller est finalement remercié en janvier 2005.
Il retourne au FC Metz, dont il redevient l'entraîneur pour la saison 2005-2006. À la fin de la saison 2006, il laisse sa place à Francis De Taddeo et devient directeur technique du club lorrain. Le 18 avril 2010, chargé d'assurer l'intérim jusqu'à la fin de la saison, il retrouve le poste d'entraîneur du FC Metz aux dépens d'Yvon Pouliquen, démis de ses fonctions par la direction du club à la suite d'une série de mauvais résultats, alors que le club occupait la place de quatrième du classement de Ligue 2. Il aura dirigé un total de 407 matchs de première division du championnat de France avec le club messin, un record au club
Joël Muller est président de l'UNECATEF, le syndicat des entraîneurs français, depuis mars 2001. Il quitte l'équipe technique du club messin en 2012 pour se consacrer pleinement à cette tâche. 
En poste pendant quinze ans, Joël Muller n'est officiellement plus le président de l'Unecatef (Union nationale des entraîneurs et cadres techniques professionnels du football). L'ancien coach messin ne s'étant pas représenté à sa propre succession, c'est l'ancien sélectionneur de l'Équipe de France de football Raymond Domenech qui a été élu pour lui succéder le 3 octobre 2016.

## Palmarès d'entraîneur

### En club
- Vainqueur de la Coupe de la Ligue en 1996 avec le FC Metz
- Vice-champion de France en 1998 avec le FC Metz et en 2002 avec le RC Lens
- Finaliste de la Coupe de la Ligue en 1999 avec le FC Metz

### Distinction individuelle
- Élu meilleur entraîneur de la saison de Division 1 en 2002